# Třída Arquebuse
Třída Arquebuse byla třída torpédoborců francouzského námořnictva. Celkem bylo postaveno dvacet jednotek této třídy. Francouzské námořnictvo je provozovalo od roku 1903. Dva byly ve službě ztraceny. Poslední byl vyškrtnut roku 1921.

## Stava
Celkem bylo postaveno dvacet jednotek této třídy. Deset jich bylo objednáno v programu pro rok 1900 a deset v programu pro rok 1901. Do stavby se zapojily loděnice Arsenal de Rochefort v Rochefortu, Chantiers et Ateliers Augustin-Normand v Le Havre, Ateliers et Chantiers de la Loire a Chantiers et Ateliers de Saint-Nazaire - Penhoët v Saint-Nazaire, Forges et chantiers de la Méditerranée v La Seyne, Forges et Chantiers de la Gironde v Bordeaux a Schneider-Creusot v Chalon-sur-Saône. Do služby byla přijaty v letech 1903–1904.
Jednotky třídy Arquebuse:
| Jméno            | Loděnice                               | Založení kýlu | Spuštěn            | Vstup do služby | Osud |
| ---------------- | -------------------------------------- | ------------- | ------------------ | --------------- | --- |
| Carabine (M12)   | Arsenal de Rochefort                   | 1901          | 21. července 1902  | září 1903       | Vyškrtnut 1919.                                                                                         |
| Sarbacane (M13)  | Arsenal de Rochefort                   | 1901          | 12. března 1903    | prosinec 1903   | Vyškrtnut 1920.                                                                                         |
| Arquebuse (M14)  | Normand                                | 1901          | 15. listopadu 1902 | květen 1903     | Vyškrtnut 1920.                                                                                         |
| Arbalète (M15)   | Normand                                | 1901          | 28. dubna 1903     | srpen 1903      | Vyškrtnut 1920.                                                                                         |
| Mousquet (M16)   | Ateliers et Chantiers de la Loire      | 1900          | 7. srpna 1902      | květen 1903     | Dne 28. října 1914 před Penangem potopen německým křižníkem SMS Emden.                                  |
| Javeline (M17)   | Ateliers et Chantiers de la Loire      | 1900          | 15. října 1902     | červen 1903     | Vyškrtnut 1920.                                                                                         |
| Sagaie (M18)     | Forges et chantiers de la Méditerranée | 1901          | 15. listopadu 1902 | duben 1903      | Vyškrtnut 1920.                                                                                         |
| Epieu (M19)      | Forges et chantiers de la Méditerranée | 1901          | 17. ledna 1903     | červen 1903     | Vyškrtnut 1921.                                                                                         |
| Harpon (M20)     | Forges et Chantiers de la Gironde      | 1900          | 20. října 1902     | březen 1903     | Vyškrtnut 1921.                                                                                         |
| Fronde (M21)     | Forges et Chantiers de la Gironde      | 1901          | 17. prosince 1902  | březen 1903     | Vyškrtnut 1919.                                                                                         |
| Francisque (M22) | Arsenal de Rochefort                   | 192           | 2. března 1904     | duben 1904      | Vyškrtnut 1921.                                                                                         |
| Sabre (M23)      | Arsenal de Rochefort                   | 1902          | 15. dubna 1904     | červen 1904     | Vyškrtnut 1921.                                                                                         |
| Dard (M24)       | Penhoët                                | 1901          | 10. září 1903      | duben 1904      | Vyškrtnut 1919.                                                                                         |
| Baliste (M25)    | Penhoët                                | 1901          | 22. října 1903     | červen 1904     | Vyškrtnut 1919.                                                                                         |
| Mousqueton (M26) | Schneider                              | 1901          | 4. listopadu 1902  | srpen 1904      | Vyškrtnut 1920.                                                                                         |
| Arc (M27)        | Schneider                              | 1901          | 24. prosince 902   | červenec 1904   | Vyškrtnut 1920.                                                                                         |
| Pistolet (M28)   | Ateliers et Chantiers de la Loire      | 1901          | 29. května 1903    | srpen 1903      | Vyškrtnut 1919.                                                                                         |
| Bélier (M29)     | Ateliers et Chantiers de la Loire      | 1901          | 29. května 1903    | březen 1904     | Vyškrtnut 1921.                                                                                         |
| Catapulte (M30)  | Forges et chantiers de la Méditerranée | 1901          | 1. dubna 1903      | září 1903       | Dne 18. května 1918 se poblíž alřírského Bône srazil s civilním plavidlem SS Warrimoo. Potopila se obě. |
| Bombarde (M31)   | Forges et chantiers de la Méditerranée | 1901          | 26. června 1903    | listopad 1903   | Vyškrtnut 1920.                                                                                         |

## Konstrukce

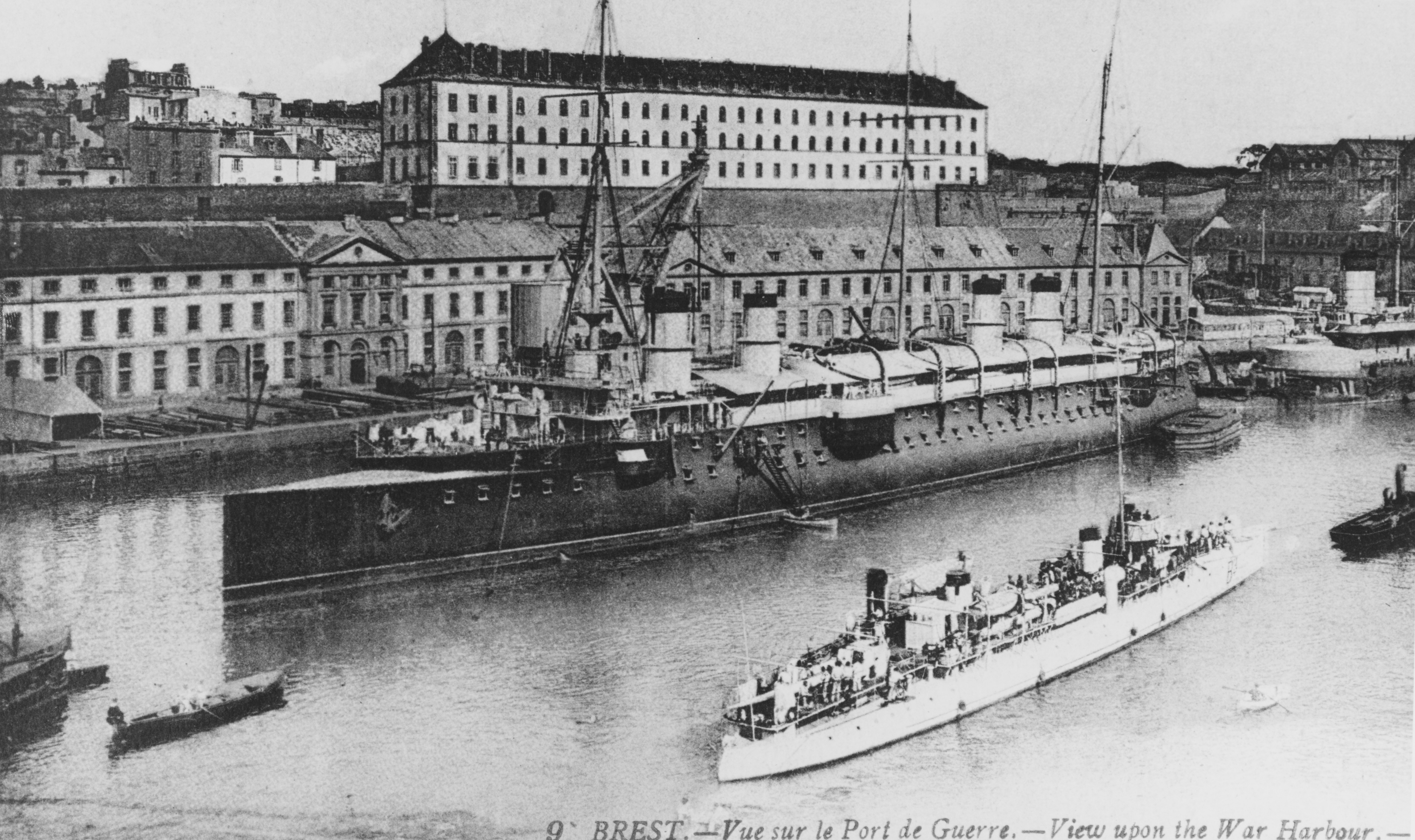
Torpédoborec třídy Arquebuse a chráněný křižník Guichen

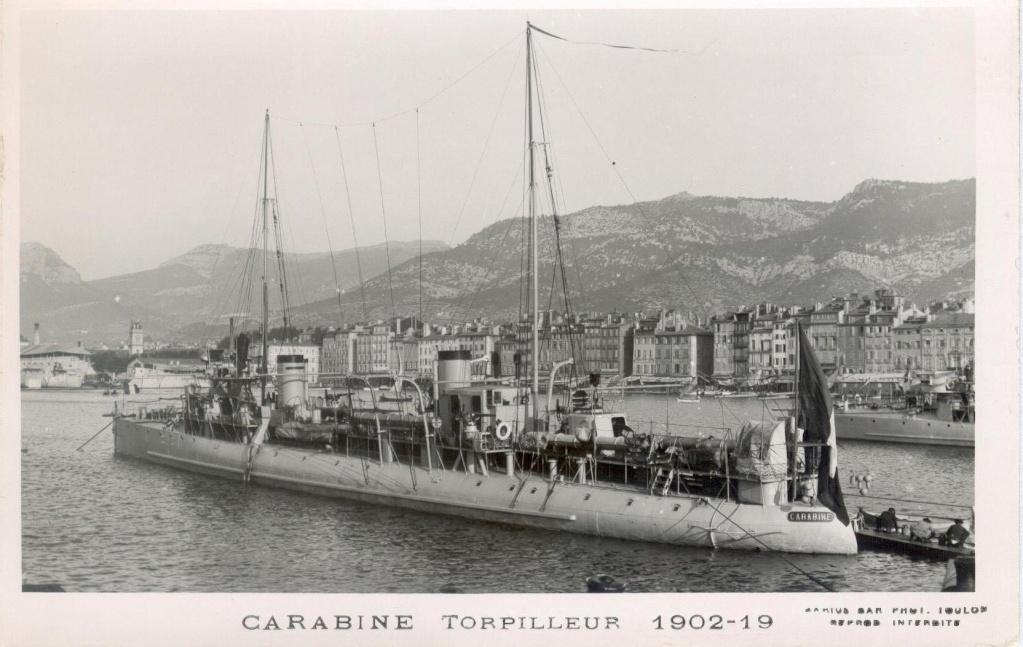
Carabine (M12)

Výzbroj představoval jeden 65mm kanón, šest 47mm kanónů a dva 380mm torpédomety. Pohonný systém tvořily dva kotle a dva parní stroje s trojnásobnou expanzí o výkonu 6300 shp, pohánějící dva lodní šrouby. Použity byly kotle na uhlí různého typu (Normand, Du Temple). Torpédoborce měly dva komíny. Nejvyšší rychlost dosahovala 28 uzlů. Dosah byl 2300 námořních mil při rychlosti deset uzlů.